# Aspilatopsis nipholibes
Aspilatopsis nipholibes là một loài bướm đêm trong họ Geometridae.